# Ambrosiella macrospora
Ambrosiella macrospora är en svampart som först beskrevs av Francke-Grosm., och fick sitt nu gällande namn av L.R. Batra 1968. Ambrosiella macrospora ingår i släktet Ambrosiella och familjen Ceratocystidaceae.   Inga underarter finns listade i Catalogue of Life.